# Бусыгины
Бусыгины — деревня в Котельничском районе Кировской области в составе Молотниковского сельского поселения.

## География
Располагается на расстоянии примерно 12 км по прямой на север от райцентра города Котельнич.

## История
Известна с 1802 году как деревня Бусыгинская из 3 дворов. В 1873 году здесь было отмечено дворов 4 и жителей 47, в 1905 9 и 69, в 1926 (Бусыгины)  7 и 41, в 1950 10 и 37, в 1989 проживало 54 жителя .

## Население
Постоянное население  составляло 32 человека (русские 97%) в 2002 году, 24 в 2010.